# Hertshooisteilkopje
Het hertshooisteilkopje (Cryptocephalus moraei) is een keversoort uit de familie bladkevers (Chrysomelidae). De wetenschappelijke naam van de soort werd als Chrysomela moraei in 1758 gepubliceerd door Carl Linnaeus.